# Blokada powietrzna
Blokada powietrzna – odizolowanie z powietrza lotnictwem części terytorium, umocnionego rejonu, miasta lub innego obiektu przeciwnika. Celem blokady powietrznej jest przecięcie komunikacji powietrznej z blokowanym obiektem. Dokonuje się jej przez zniszczenie samolotów przeciwnika osłaniających tę komunikację. Stosuje się najczęściej łącznie z blokada lądową lub morską; niekiedy może mieć ona charakter samodzielnej operacji sił powietrznych (wojsk lotniczych), np. blokada lotnisk, baz powietrznych przeciwnika itp..